# Mago steindachneri
Mago steindachneri är en spindelart som först beskrevs av Władysław Taczanowski 1878.  Mago steindachneri ingår i släktet Mago och familjen hoppspindlar. Inga underarter finns listade i Catalogue of Life.